# 村田秋乃
村田 秋乃（むらた あきの、1974年10月29日 - ）は、日本の女優、声優。東京都出身。所属事務所はフェイスプランニング。母は女優の北林早苗。

## 来歴・人物
幼少期から劇団ひまわりの児童劇団員としてテレビや舞台で活動し、1998年放送のテレビアニメ『ブレンパワード』以降声優としての活動も行う。1999年劇団スカーフェイスの立ち上げに参加。2005年に退団しフェイスプランニングに所属。

## 出演
※太字はメインキャラクター。

### テレビドラマ
- 私の運命（1994年、TBS）
- ハートにS「ともだち」（1995年、フジテレビ）
- NHK大河ドラマ 八代将軍吉宗（1995年、NHK）
- NHK朝の連続テレビ小説 あぐり（1997年、NHK）

### 映画
- 妄想少女2（2006年）

### 舞台
- ≠ イコール（2000年）
- NO TITLE（2000年）出演・脚本
- 月に咲く花へ（2001年）出演・脚本・演出
- 連想ゲーム（2002年）出演・脚本・演出
- Destiny（2002年）出演・脚本・演出
- 8dogs story（2003年）出演・脚本・演出
- この満天の空の下（2004年）出演・脚本・演出
- 闇に浮かぶやわらかな光（2004年・2005年）出演・脚本・演出

### テレビアニメ
- ブレンパワード（1998年、宇都宮比瑪[5]）
- ∀ガンダム（1999年、ソシエ・ハイム[6]）
- 絢爛舞踏祭 ザ・マーズ・デイブレイク（2004年、エノラ・タフト）

### 劇場アニメ
- ∀ガンダム 地球光 / 月光蝶（2002年、ソシエ・ハイム）

### ゲーム
2000年
- SDガンダム GGENERATION（2000年 - 2019年、ソシエ・ハイム） - 8作品

2001年
- スーパーロボット大戦シリーズ（2001年 - 2012年、ソシエ・ハイム） - 4作品

2003年
- 第2次スーパーロボット大戦α（宇都宮比瑪）

2005年
- Another Century's Episode（2005年 - 2007年、宇都宮比瑪） - 2作品

2008年
- 機動戦士ガンダム ガンダムVS.ガンダム（ソシエ・ハイム）

2009年
- 機動戦士ガンダム ガンダムVS.ガンダムNEXT（ソシエ・ハイム）

2010年
- 機動戦士ガンダム エクストリームバーサス（2010年 - 2016年、ソシエ・ハイム） - 4作品

2014年
- 82Hブロッサム（長瀬綾香）

2017年
- ガンダムバーサス（ソシエ・ハイム）

2018年
- 機動戦士ガンダム エクストリームバーサス2（2018年 - 2025年、ソシエ・ハイム） - 4作品

2024年
- 機動戦士ガンダム アーセナルベース（ソシエ・ハイム）

2025年
- 機動戦士ガンダム U.C. ENGAGE（ソシエ・ハイム）

### ドラマCD
- 絢爛舞踏祭オリジナルドラマ2 希望号DISC（2006年、エノラ・タフト）

### シリーズ一覧
1. ↑  『F』（2000年）、『F.I.F』（2001年）、『PORTABLE』（2006年）、『WARS』（2009年）、『WORLD』『3D』（2011年）、『OVER WORLD』（2012年）、『CROSSRAYS』（2019年）
2. ↑  『α外伝』（2001年）、『Z』（2008年）、『第2次Z破界篇』（2011年）、『第2次Z再世篇』（2012年）
3. ↑  第1作（2005年）、『2』（2006年）、『3』（2007年）
4. ↑  『エクストリームバーサス』（2010年）、『フルブースト』（2013年）、『マキシブースト』（2014年）、『マキシブースト ON』（2016年）
5. ↑  『エクストリームバーサス2』（2018年）、『クロスブースト』（2021年）、『オーバーブースト』（2023年）、『インフィニットブースト』（2025年）